# Riemer (Familienname)
Riemer ist ein deutscher Familienname.

## Herkunft und Bedeutung
Riemer ist ein Berufsname und bezieht sich auf den Riemer, ein Handwerksberuf.

## Namensträger
- Andreas Riemer (* 1963), österreichischer Beamter und Bezirkshauptmann im Bezirk Tulln
- Angelik Riemer (1948–2014), deutsche Malerin
- Annette Riemer (* 1988), deutsche Schriftstellerin und Journalistin
- Brian Riemer (* 1978), dänischer Fußballtrainer
- Carl Riemer († 1897), deutscher Kartograph
- Caroline Wilhelmine Johanna Riemer (1790–1855), Geheime Hofrätin zu Weimar, zeitweise Goethes Sekretärin und Gesellschafterin von Christiane von Goethe
- Dennis Riemer (* 1988), deutscher Fußballspieler
- Dieter Riemer (* 1955), deutscher Jurist und Regionalhistoriker
- Dietmar Riemer (* 1951), deutscher Rundfunkjournalist
- Emil Riemer (1875–1965), deutscher Artist
- Erika Riemer-Noltenius (1939–2009), deutsche Politikerin (Die Frauen) und Frauenrechtlerin
- Franz Riemer (Geistlicher) (1884–1965), deutscher Prälat
- Franz Riemer (Musiker) (* 1953), deutscher Komponist und Musikpädagoge
- Friedrich Wilhelm Riemer (1774–1845), deutscher Philologe, Schriftsteller und Bibliothekar
- Gabriela Riemer-Kafka (* 1958), Schweizer Rechtswissenschaftlerin
- Gustav Adolph Riemer (1842–1899), deutscher Marine-Offizier und Fotograf
- Hanneke Riemer (* 1960), niederländische Schauspielerin
- Hans Riemer (1901–1963), österreichischer Politiker (SPÖ)
- Hans Michael Riemer (* 1942), Schweizer Rechtswissenschaftler
- Horst-Ludwig Riemer (1933–2017), deutscher Jurist und Politiker (FDP), MdL, MdB
- Johannes Riemer (1648–1714), deutscher Schriftsteller
- Josef A. Riemer (* 1950), österreichischer Politiker (FPÖ)
- Julius Riemer (1880–1958), deutscher Höhlenforscher und Mäzen
- Karl Riemer (Jurist) († 1868), deutscher Verwaltungsbeamter
- Klaus-Peter Riemer (* 1944), deutscher Flötist
- Kurt Riemer (Politiker) (1909–2004), deutscher Politiker (SED), Wirtschaftsfunktionär und Widerstandskämpfer gegen den Nationalsozialismus
- Kurt Riemer (Musiker) (1913–1989), deutscher Jazz- und Unterhaltungsmusiker
- Marco Riemer (* 1988), deutscher Fußballspieler
- Maximilian Riemer (1871–1946), deutscher Professor der Medizin und Generalarzt
- Michael Riemer (1954–2012), Dekan an der Hochschule Karlsruhe – Technik und Wirtschaft
- Otto Riemer (1902–1977), deutscher Musikhistoriker, -schriftsteller und -kritiker
- Peter Riemer (* 1955), deutscher Altphilologe
- Sebastian Riemer (* 1982), deutscher Fotograf
- Susanne Riemer (* 1972), deutsche Jazzmusikerin
- Svend Riemer (1905–1977), deutscher Soziologe
- Valentin Riemer (1582–1635), deutscher Rechtswissenschaftler
- Walter Riemer (Grafiker, 1896) (1896–1942), deutscher Maler und Grafiker
- Walter Riemer (Grafiker, 1925) (1925–2006), österreichischer Maler, Grafiker und Fotograf
- Walter Riemer (Musiker) (* 1940), österreichischer Pianist
- Waltraud Riemer (* ?), deutsche Moderatorin
- Yvon Riemer (* 1970), französischer Ringer